# Сайка (хліб)

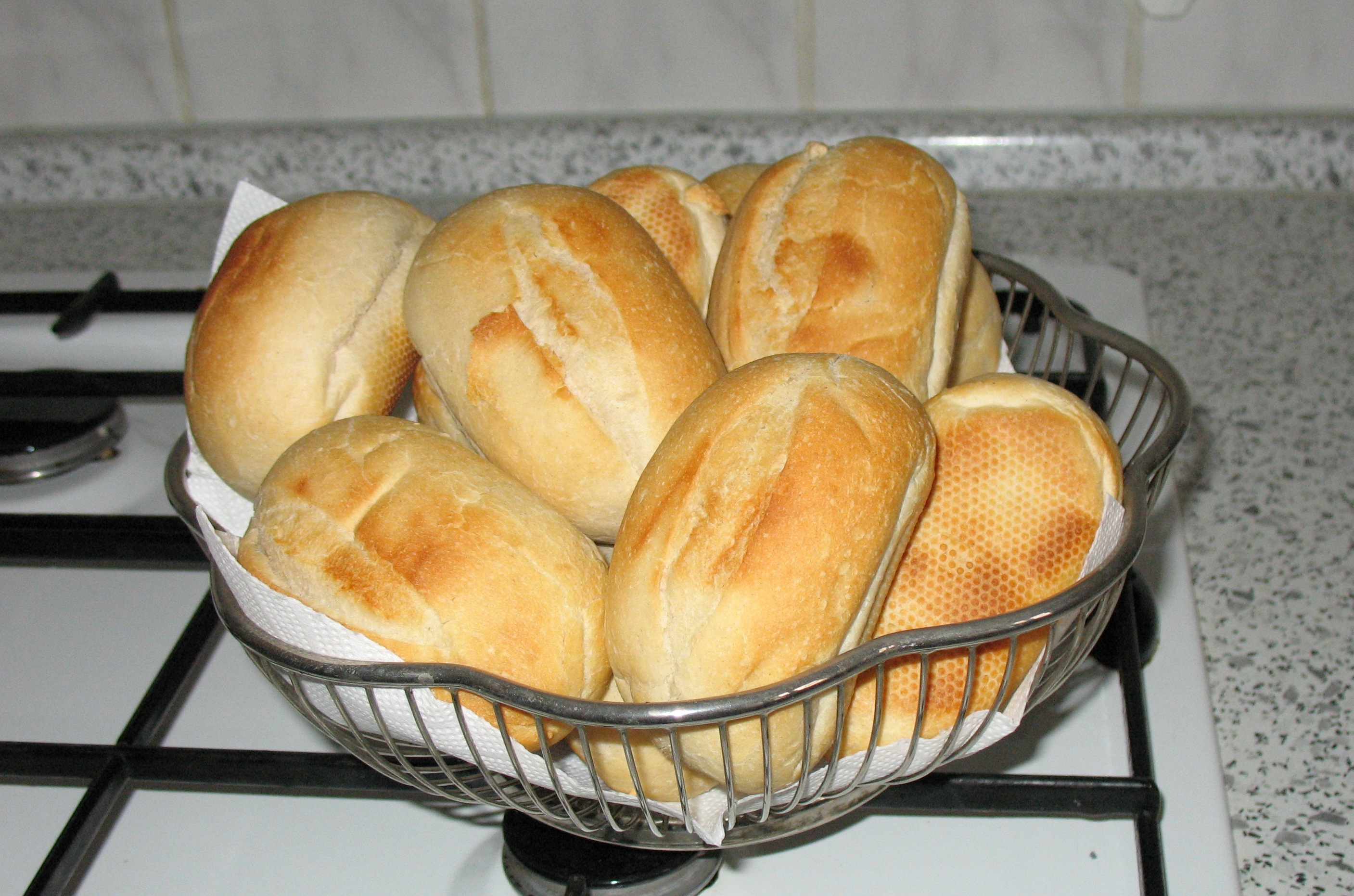

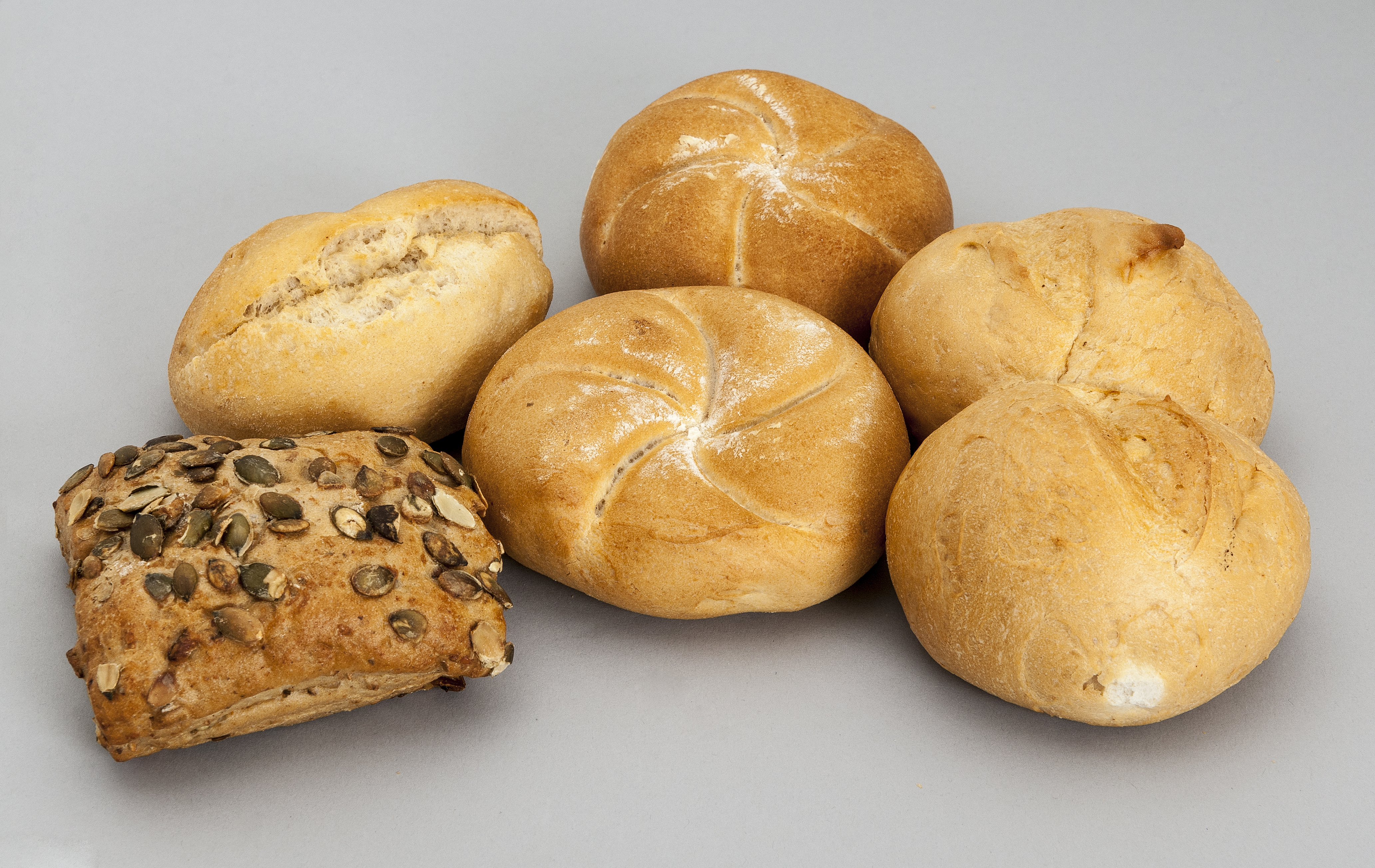

Са́йка (ест. sai — білий хліб) — булочний виріб із пшеничного борошна. Зазвичай сайки мають довгасту форму з округлими кінцями. Існує декілька варіантів приготування сайок, в тому числі, з додаванням родзинок.
З борошна вищого сорту випікають сайки з родзинками; з борошна 1-го сорту — гірчичні, до складу яких входить гірчична олія; з борошна 2-го сорту — сайки з борошна 2-го сорту.
Сайки випікають формовим і подовим способами. Форма сайок подових довгаста з округлими кінцями, формових — прямокутна. Сайка формова — це хлібина прямокутної форми, яка має від 5 до 8 поперечних заглибин. За цими заглибинами сайку можна легко розламувати на окремі шматки. Сайка листова має форму міської булки, але без гребінця (надрізу), вона не має бокових скоринок.
Сайки поширені у різних країнах Європи з розвиненою хлібною культурою (зокрема, в Австрії, Білорусі, Великій Британії, Данії, Італії, Німеччині, Норвегії, Росії, Фінляндії, Швейцарії, Швеції, Угорщині, Україні).